# 迷你公路
《迷你公路》是由紐西蘭游戏工作室Dinosaur Polo Club开发的一款策略游戏。 它是2015年游戏《迷你地铁》的续作。游戏中，玩家的任务是建造公路，把相同颜色的小房子和大楼连接起来。
游戏在2019年9月在Apple Arcade平台发售，2021年7月在Microsoft Windows平台发售。2022年5月11日在任天堂Switch发售。

## 操作
游戏的操作和它的前作《迷你地铁》类似，不过本作是在有格子的地图上建造公路网，而不是铁路网。 在游戏中，玩家用鼠标画出连接小房子和相同颜色大楼的道路（例如，红对红、绿对绿等等）。 新的小房子和大楼会随游戏进行而随机出现。 大楼里会不断出现大头针的图标，而每个小房子里有两辆小车，小车的任务是收集这些大头针，并把它们运回小房子。玩家的得分就是收集到的大头针的数量。 如果在某个大楼里积累的大头针数量超过了这个大楼的最大容量（方形大楼是6个，圆形大楼是10个），在该大楼上会出现一个倒计时。一旦倒计时结束，游戏也随之结束。 大头针数量的减少会稍微减少倒计时的进度，而如果大头针的数量小于大楼的最大容量的话，倒计时会自己消退。倒计时完全消退后，危机便会解除。车辆会优先赶往有倒计时的大楼。
在每星期结束以后，玩家可以从两组奖励中选择一组。 两组奖励都会含有路砖（用来建造道路），而至少一组奖励会含有特殊工具。特殊工具包括：
- 隧道和桥梁 - 用来使公路能穿山过河。无论隧道和桥梁有多长，一段连续的隧道或桥梁均只会用掉一个隧道或桥梁。[注 4]
- 交通灯 - 指挥交通，防止尾随发生，让交叉路口避免堵塞。
- 环岛 - 一个 3x3 的圆环形道路，可以提高交叉路口的通行效率。
- 高速公路 - 将地图上两点直接连接的道路，让车辆直接到达目的地。可以跨过河流等常规阻碍，但不能越过山脉。玩家可拖动高速公路上的盾形图标以部分改变高速公路的路径，从而看到原本被它挡住的区域。值得注意的是，高速公路不能直接连接有环岛或交通灯的砖，只能与普通道路或普通交叉口连接。

如果在修建好道路之后，玩家改变了主意，则可以把建好的道路或特殊工具删除。建造时消耗的资源将在所有利用它的车辆都完成旅行或找到其他路径之后变得重新可用。在此之前，移动后的交通工具将不会接受任何车辆的使用。交通灯和高速公路的两个端点可以直接拖动，不用先删除再重新使用。
筑路过程中应当注意：
- 小房子的入口可以自由改变，如道路的8个方向。但是，不能直接连接到需要建造桥梁或隧道的方向。大楼的入口方向和位置无法被改变。
- 游戏的速度可变，按下时钟可将速度调整为三种：暂停（空格键或数字 1）、定速（数字 2）、2 倍速率（数字 3）。
- 玩家只能建设普通双向两车道道路，不能建设立交桥或地下道路等立体道路，也不能加宽道路。

## 可选地图
可选地图包括洛杉矶、北京、东京、达累斯萨拉姆、莫斯科、慕尼黑、苏黎世、马尼拉、里约热内卢、迪拜、墨西哥城、威靈頓、华沙、清迈、里斯本、釜山、纽约、孟买、伦敦、雷克雅維克、温哥华。有些城市需要完成特定条件才能解锁（通常是在上一个城市里获得一定分数）。

## 模式
在2022年11月的更新中，游戏引入了无尽（endless）模式和专家（expert）模式。无尽模式中，游戏不会结束。专家模式中，道路会在一段时间后变得无法撤销，升级更为有限。

## 挑战
游戏内设有每周挑战和每日挑战，在挑战中，玩家们在特定的一张地图和某些特定的规则下比赛。挑战结束后，会看到自己的得分在全体玩家中的位置。只有每周/每天第一次游玩时的得分会被计入排行榜。除此之外，如果玩家在某张地图上得分超过1000分，会解锁这张地图的挑战。

## 评价
| 汇总媒体   | 得分                   |
| ---------- | ---------------------- |
| Metacritic | PC: 86/100 iOS: 80/100 |

| 媒体        | 得分  |
| ----------- | ----- |
| TouchArcade | [ 4 ] |

总的来说，游戏受到了正面的评价。TouchArcade夸奖了游戏的音乐和极简的艺术风格。这两点都和前作《迷你地铁》一脉相承。 Pocket Gamer 很喜欢无障碍相关选项，表示色盲模式是一个很好的特性，但是批评了游戏令人焦虑的节奏。VG247认为这个游戏经过了精心设计，避免了让玩家觉得手忙脚乱的情况。
刚开始，交通灯被批评没什么用，常常使交通变得更糟糕。现在这种情况得到了改善，表现在减弱汽车通过丁字路口的速度及减少交通灯的转换时间让车辆得以更快通行。

## 脚注
1. ↑  也可以用键盘或游戏手柄
2. ↑  从游戏结束后的提示来看，大头针代表通勤者
3. ↑  有时候一组奖励只有路砖
4. ↑  桥梁和隧道在游戏中是两种不同的工具，不能相互替代。
5. ↑  如路砖、桥梁、隧道等
6. ↑  如每周获得的路砖数减半，或者不能使用交通灯